# Белые медведи (хоккейный клуб, Ташкент)
«Бе́лые медве́ди» (узб. «Beliye medvedi» Toshkent xokkey klubi / «Белие медведи» Тошкент хоккей клуби) — узбекистанский хоккейный клуб из города Ташкент — столицы Узбекистана. Основан в конце 2012 года.
В январе 2013 года участвовал в первом в истории розыгрыше Узбекской хоккейной лиги. По итогам первого круга (второй круг не был проведён и фактически чемпионат отменён), занимал третье место среди четырёх команд, с 3 очками. Является фактическим бронзовым победителем Узбекской хоккейной лиги 2013.